# Naturschutzgebiet Altholzinsel im Fredeburger Wald
Das Naturschutzgebiet Altholzinsel im Fredeburger Wald mit einer Größe von 3 ha liegt südlich von Rimberg im Stadtgebiet von Schmallenberg. Das Gebiet wurde 2008 mit dem Landschaftsplan Schmallenberg Südost durch den Hochsauerlandkreis als Naturschutzgebiet (NSG) ausgewiesen.

## Gebietsbeschreibung
Beim NSG handelt es sich um einen Rotbuchenwald in über 720 m Höhenlage. Die Altbuchen haben einen Brusthöhendurchmesser von 0,70 bis 0,80 m. Im Bestand befindet sich viel stehendes und liegendes Totholz. 

## Pflanzenarten im NSG
Im NSG kommen seltene Tier- und Pflanzenarten vor. Teilweise befinden sich auf dem Waldboden Bärlappteppiche. Vom Landesamt für Natur, Umwelt und Verbraucherschutz Nordrhein-Westfalen dokumentierter Pflanzenarten: Eichenfarn, Echter Wurmfarn, Himbeere, Roter Holunder, Sprossender Bärlapp, Vogelbeere, Waldsauerklee, Weiße Hainsimse und Zweiblättrige Schattenblume.

## Schutzzweck
Das NSG soll das Waldgebiet mit seinem Arteninventar schützen.
Wie bei allen Naturschutzgebieten in Deutschland wurde in der Schutzausweisung darauf hingewiesen, dass das Gebiet „wegen der Seltenheit, besonderen Eigenart und Schönheit des Gebietes“ zum Naturschutzgebiet wurde.